# 大阪市立福島図書館
大阪市立福島図書館（おおさかしりつふくしまとしょかん）は、大阪府大阪市にある公立の図書館。大阪市立図書館のうち福島区にある地域図書館（分館）。

## 施設概要
- 開館：1987年（昭和62年）5月26日
- 延床面積：663.54平方メートル
- 閲覧室：411平方メートル

（図書館は3階、1-2、3階の一部は区民センター、4-5階は福島スポーツセンター）

## 開館時間
- 火曜日 - 金曜日:10時 - 19時
- 土曜日、日曜日、11月3日:10時 - 17時

## 休館日
- 月曜日
- 国民の祝日と国民の休日（11月3日「文化の日」は開館）
- 年末年始
- 毎月末日
- 蔵書点検期間

## 所蔵
- 図書：73,410冊[1]
- 雑誌：83タイトル
- 新聞：12紙
- DVD：234枚
- ビデオ：338本

（2019年3月31日現在）

## 貸出
- 1人15冊まで（うち、CD・DVD・カセットは5点まで）15日間[2]

## アクセス
- Osaka Metro千日前線 野田阪神駅・玉川駅
- 阪神本線 野田駅

## その他
- 第1教科書センター（採択地区:北区・福島区・此花区）で、小・中学校用教科書を所蔵